# Piercia ceres
Piercia ceres är en fjärilsart som beskrevs av Louis Beethoven Prout 1935. Piercia ceres ingår i släktet Piercia och familjen mätare. Inga underarter finns listade i Catalogue of Life.